# 多気町巡回バス
多気町巡回バス（たきちょうじゅんかいバス）は、三重県多気郡多気町の勢和地域（旧勢和村）を運行していたコミュニティバスである。2009年（平成21年）4月1日に多気町町民バスと統合され、多気町町営バスに引き継がれた。

## 概要
2001年（平成13年）8月1日に勢和村営バスとして運行を開始した。
運賃は100円だった。

## 運行されていた路線
北コース
ゆとりの丘 - 勢和振興事務所 - 田郷 - 大石 - 勢和振興事務所 - ゆとりの丘
東コース
ゆとりの丘 - 勢和振興事務所 - 下出江 - 丹生大師前 - 勢和台公園 - 勢和振興事務所 - ゆとりの丘
南コース
ゆとりの丘 - 勢和振興事務所 - 勢和台公園 - 車川 - 勢和振興事務所 - ゆとりの丘
いずれのコースも土休日運休であった。